# Mail Order Monsters
Mail Order Monsters est un jeu vidéo de stratégie développé par Paul Reiche III et Evan et Nicky Robinson et publié par Electronic Arts en 1985 sur Atari 8-bit et Commodore 64. Il permet au joueur de créer des monstres, puis de les faire combattre d’autres monstres afin de les rendre de plus en plus puissant. Pour créer un monstre, le joueur choisit d’abord un corps (humain, amibe…) sur lequel il peut d’abord ajouter différents types d’appendices (main, tentacule…) et de pouvoirs (cracher du feu, tirer des rayons laser…). Il peut ensuite leur donner de la nourriture ou des munitions avant de définir ses caractéristiques (force, intelligence…). Chacun de ces ajouts à un certain coût, le joueur ne disposant au départ que d’un nombre limité de crédit.
Après avoir créé un monstre, le joueur peut le faire combattre d’autres monstres. Trois modes de jeu sont alors proposés. Le premier, destiné aux débutants, permet de se familiariser avec le jeu. Le second donne au joueur 1000 crédit pour créer ses monstres puis les faire combattre dans trois types d’arène : le match à mort, le capturer le drapeau et la horde. Dans le premier, l’objectif est de détruire le monstre adverse. Dans le second, le gagnant est le premier qui collecte un certain nombre de drapeau. Dans le dernier, deux joueurs coopèrent pour vaincre une horde de monstres. Le dernier mode de jeu est un tournoi dans lequel le joueur débute avec 500 crédits  et gagne des primes au fur et à mesure des combats, primes qui lui permettent d’améliorer ses monstres,,.